# Condado de De Baca
El condado de De Baca es uno de los 33 condados del Estado estadounidense de Nuevo México. La sede del condado y su mayor ciudad es Fort Sumner. El condado posee un área de 6.045 km² (los cuales 23 km² están cubiertos por agua), la población de 2.240 habitantes, y la densidad de población es de 0,3 hab/km² (según censo nacional de 2000). Este condado fue fundado en 1917.